# Moyá
Moyá (oficialmente en catalán: Moià) es un municipio y localidad española de la provincia de Barcelona, en la comunidad autónoma de Cataluña. El término municipal, ubicado en la comarca del Moyanés, de la cual es capital, tiene una población de 6738 habitantes (INE 2024).

## Geografía

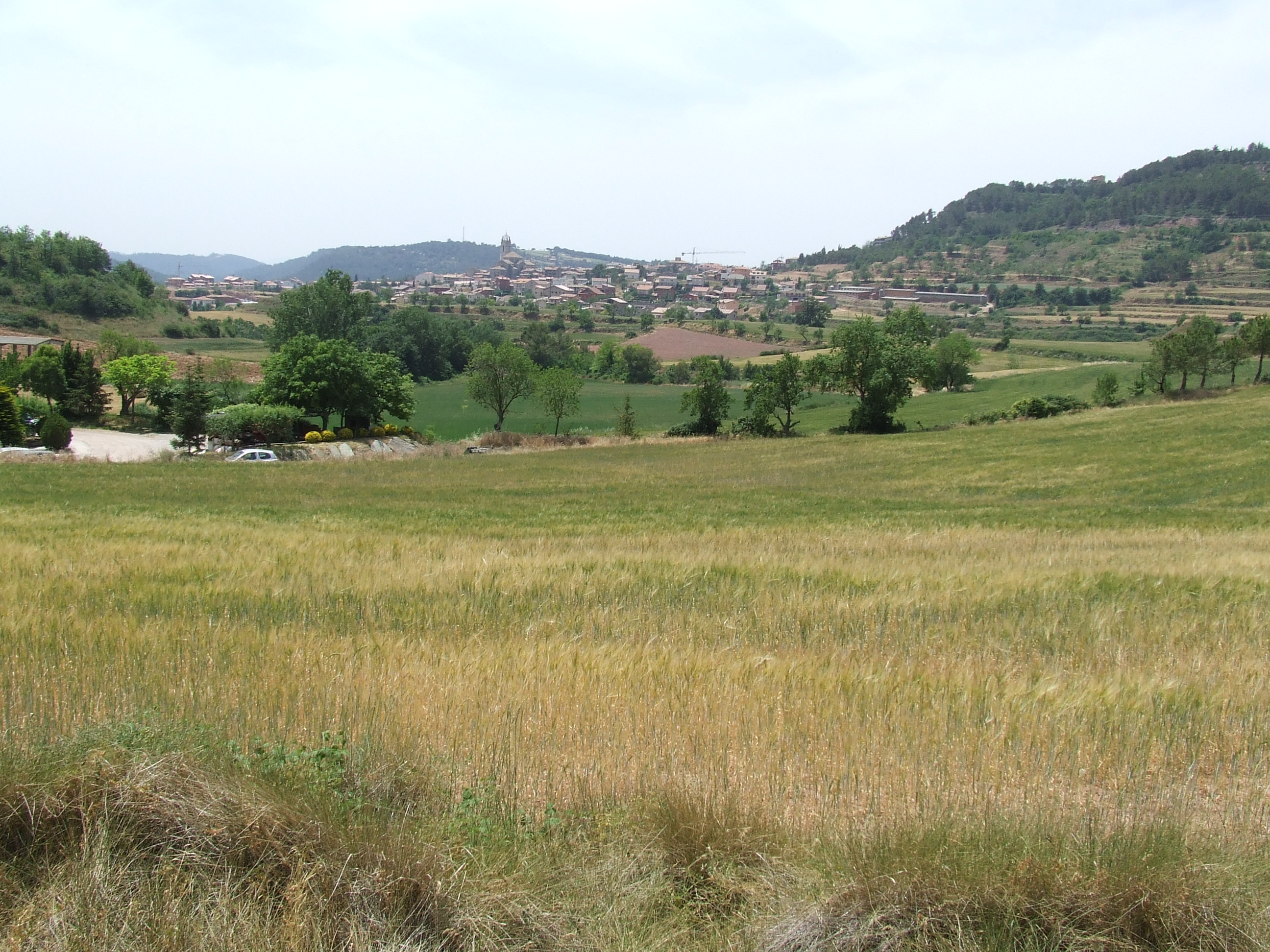
Vista desde el noreste

El término municipal de Moyá está situado en el centro de la comarca del Moyanés. La vegetación dominante es el pino rojo (Pinus sylvestris), la encina, el quejigo (Quercus faginea) y el roble enano (o martinenc) (Quercus humilis). También pueden encontrarse hayas. En este sentido destaca el paraje llamado Sauva Negra, un hayedo residual de 2,5 km² situado entre los 750 y los 950 m sobre el nivel del mar.

## Historia

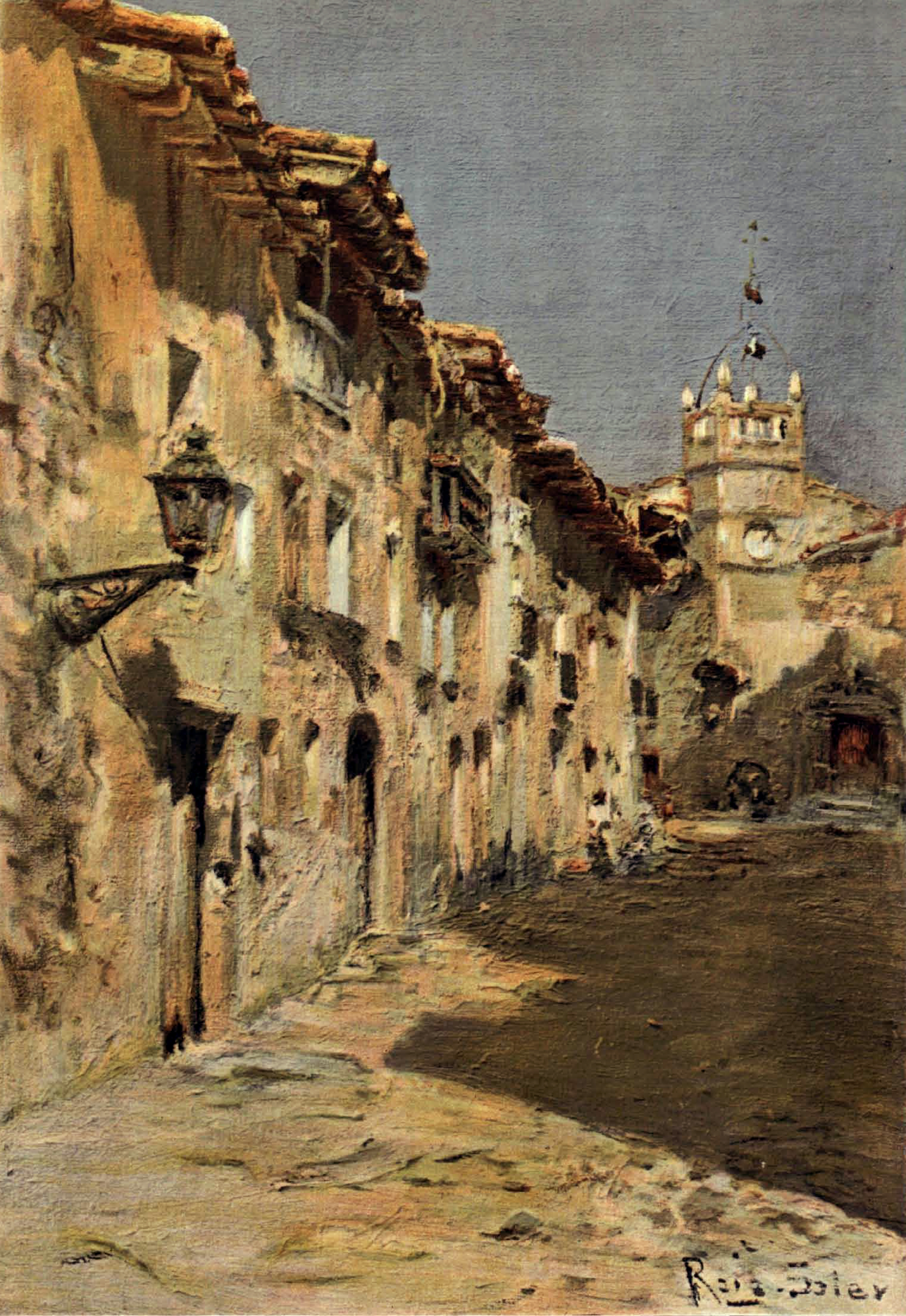
Calle de San Pedro en Moyá, por Juan Roig Soler (c. 1904)

La primera constancia escrita con el nombre del pueblo se remonta a los años 912 y 914. La iglesia parroquial del año 939 aún conserva el acta de consagración, con lo que se sabe que existía un pequeño núcleo de población en la época de Wifredo el Velloso. La feria y el mercado se establecieron en el año 1151 por el conde Ramón Berenguer IV de Barcelona.
El municipio se llamó oficialmente Moyá hasta 1984, cuando la forma en catalán pasó a ser la oficial.
El grupo teatral La Fura dels Baus tuvo su origen en Moyá. En 1983 tenía un censo de 3140 habitantes. En mayo de 2008 llegaba a los 5740 habitantes. En julio de 2011 el ayuntamiento se declaró en quiebra.[cita requerida]

## Demografía
Moyá cuenta con una población de 6738 habitantes (INE 2024).
| Gráfica de evolución demográfica de Moyá entre 1842 y 2021 |
| |
| Población de derecho según los censos de población del INE. Población de hecho según los censos de población del INE.En estos censos se denominaba Moyá: 1842, 1857, 1860, 1877, 1887, 1897, 1900, 1910, 1920, 1930, 1940, 1950, 1960, 1970 y 1981. |

## Economía
La economía de Moià se basa en la ganadería, la agricultura, el comercio, el ocio, la industria textil y la alimentaria.

## Cultura
La Biblioteca Municipal, Can Carner y l'Ateneu La Pólvora son espacios de actividad cultural. Periódicamente se publican las revistas La Tosca y Modilianum.
Uno de los grandes temas pendientes del pueblo es la recuperación del Casal como gran espacio cultural público (cine, música, teatro...), cerrado el año 2003 por deficiencias en la seguridad arquitectónica y que implica la Diputación de Barcelona, la diócesis de Vic, la Generalidad de Cataluña y el Ayuntamiento de Moià.
El Perer es una masía al noroeste del término de Moià, cerca del límite con Santa María de Oló,

## Administración y política
| Periodo   | Nombre                   | Partido |
| --------- | ------------------------ | ------- |
| 1979-1983 | Sebastià Ubasart i Serra | UCD     |
| 1983-1987 | Josep Montràs Rovira     | CiU     |
| 1987-1991 | Josep Montràs Rovira     | CiU     |
| 1991-1995 | Josep Montràs Rovira     | CiU     |
| 1995-1999 | Josep Montràs Rovira     | CiU     |
| 1999-2003 | Josep Montràs Rovira     | CiU     |
| 2003-2007 | Josep Montràs Rovira     | CiU     |
| 2007-2011 | Josep Montràs Rovira     | CiU     |
| 2011-2015 | Dionís Guiteras          | ERC     |
| 2015-2019 | Dionís Guiteras          | ERC     |
| 2019-2023 | Dionís Guiteras          | ERC     |

## Patrimonio
Añadido a su entorno natural, con sus bosques, caminos, masías y casas rurales de acogida, se encuentran sitios de interés como:
- Las Coves del Toll
- La Casa-Museo de Rafael Casanova
- El parque municipal
- El molino nuevo
- La casa natal del tenor Francesc Viñas
- Castillo de Clará
- Capilla de Nuestra Señora del Remedio
- Castellnou de la Plana

## Fiestas
- Fiesta Mayor de invierno. Celebrada por San Sebastián, el 20 de enero.
- Festival Internacional de Música Francesc Viñas, llamado también el festival de la Cataluña Central, que se programa a lo largo de los meses de verano.
- Fiesta Mayor. Celebrada por Santa María, el 15 de agosto.
- Fiesta de "l'arbre fruiter". Celebrada el 17 de agosto.
- Fiesta Barroca. Se celebra los días 10 y 11 de septiembre.
- Fiesta de "La cabra dór".
- Feria-Mercado. Celebrada en septiembre.

Algunos de los elementos ligados a las fiestas tradicionales son: 
- La Colla de Bastoners
- El Ball dels Garrofins
- Ea Colla de Geganters
- El Pollo
- Els Armats